# هاري ديفيز (لاعب اتحاد الرغبي)
هاري ديفيز (بالإنجليزية: Harry Davies)‏ هو لاعب اتحاد الرغبي بريطاني، ولد في 9 مايو 1994.